# Planinski vestnik
Planinski vestnik (okrajšano PV) velja za najstarejšo slovensko revijo, ki še vedno izhaja. Revija je namenjena  planincem, alpinistom, smučarjem, kolesarjem, jamarjem … ter vsem ostalim gorskim estetom. Po uspešno izvedeni digitalizaciji in elektronskem kazalu Planinski vestnik predstavlja naš najpopolnejši zgodovinski arhiv.

## Zgodovina
Revijo je leta 1895 izdalo Slovensko planinsko društvo (SPD), ki je v letih preskušanja narodne zavesti potrebovalo povezovalno, izobraževalno in informativno poslanstvo , ki ga je med njegovim članstvom uspešno udejanil Planinski vestnik. Prva številka je izšla 8. februarja 1895. Revijo danes izdaja Planinska zveza Slovenije, ki je naslednica SPD. 
- pred prvo svetovno vojno od 1895 do 1914 je izšlo 20 letnikov revije
- zaradi vojne in ustavljenega planinstva, revija ni izhajala sedem let
- v prvi Jugoslaviji od 1921 do 1940, je izšlo 20 letnikov
- med drugo svetovno vojno od 1941-1944, 4 letniki v zelo skrčenem obsegu
- 1945 enoten (1) letnik z naslovom Planinski zbornik
- 1946 in 1947, 2 letnika z novim imenom Gore in ljudje
- 1948 do leta 2025, 77 letnikov, ponovno z običajnim imenom Planinski vestnik
- Izšli sta še dve letni poročili za 1893. in 1894. leto in prehodna številka za leto 1915-1919.

Skupaj je do danes izšlo 124 letnikov Planinskega vestnika, leto 2025 je stopetindvajseti letnik revije. 
- 2001, prehod revije na barvni tisk
- 2010, prehod iz formata A5 na A4
- 2012, popolna digitalizacija revije vse od leta 1895 dalje
- 2025, začela izhajati tudi elektronska oblika revije

## Dosedanji uredniki
- prof. Anton Mikuš, 1895 - 1908 leta (14 letnikov)
- dr. Josip Tominšek, 1908 - leta 1941 (26 letnikov)
- dr. Arnošt Brilej, 1941 - 1949 (9 letnikov)
- prof. Tine Orel, 1950 - 1979 (30 letnikov)
- prof. Marijan Krišelj, 1980 - 1985 (6 letnikov)
- Milan Cilenšek,1986 (1 letnik)
- Marjan Raztresen, 1986 - 2001 (15 letnikov)
- Vladimir Habjan, 2001 -

## Stalne rubrike
- Uvodnik
- Tema meseca
- Planinstvo
- Zgodovina
- Z nami na pot
- Domače gore
- Tuje gore
- Planinska organizacija
- Intervju
- Alpinizem
- Športnoplezalne novice
- Varstvo narave
- Varno v gore
- Pisma bralcev
- Knjižne predstavitve
- Iz dejavnosti PZS
- Novice in obvestila

## Digitalizacija vseh letnikov
Od leta 2012 so vse številke revije od leta 1895, z izjemo tekočega letnika, dostopne na spletu preko elektronskega kazala. Iskanje člankov je omogočeno po avtorjih in ključnih besedah v naslovih člankov.

## Izhajanje revije
Planinski vestnik izhaja kot mesečnik, osemnajstega v mesecu. Poletna številka julij-avgust je dvojna. Od januarja 2025 izhaja revija tudi v elektronski obliki.